# Phanoperla bakeri
Phanoperla bakeri is een steenvlieg uit de familie borstelsteenvliegen (Perlidae). De wetenschappelijke naam van de soort is voor het eerst geldig gepubliceerd in 1924 door Banks.